# 阿爾伯馬爾縣 (維吉尼亞州)
阿爾伯馬爾县（英語：Albemarle County）是美国弗吉尼亚州中部的一個縣。面積1,881平方公里。根據美国普查局2020年的統計数据，該郡共有人口112,395人。縣治夏洛蒂鎮（Charlottesville）。該縣成立於1744年5月6日，縣名紀念英國樞密院議員第二代阿博馬爾伯爵威廉·范·凱佩爾。